# Rasm
Rasm (in arabo رسم‎?, descrizione; disegno; figura) è un termine arabo che significa "traccia", "disegno", "schizzo", "maniera" e che indica l'essenziale scheletro consonantico, tipico delle lingue semitiche come l'arabo, nella prima redazione del Corano di ʿUthmān (reg. 644-656).
La scrittura del Corano sarebbe stata fissata dal terzo Califfo `Uthman e l'opera avrebbe portato alla classificazione attuale delle sure e alla compilazione rimasta definitiva del testo sacro islamico. 
Il rasm originario non aveva punti diacritici, né segni di vocalizzazione o di geminazione (shadda ) o segni di pausa (sukun ) o d'assimilazione, ne la scrittura della hamza. Il rasm è il puro scheletro consonantico del Corano.

## Un esempio
Il testo è un passaggio della sura VII, detta del Limbo, versetti 86 e 87. L'inizio del versetto 86 è troncato, come pure la fine del versetto 87: 
| Corano del VII secolo | Rasm con spazi         | Rasm                | Corano attuale       |
| --------------------- | ---------------------- | ------------------- | -------------------- |
|                       | ا لل‍ه مں ا مں ٮه و ٮٮعو | الل‍ه مں امں ٮه وٮٮعو | اللَّهِ مَنْ آمَنَ بِهِ وَتَبْغُو |
| ٮها عو حا و ا د       | ٮها عوحا واد           | نَهَا عِوَجًا وَاذْ        |                      |
| كر و ا ا د كٮٮم       | كروا اد كٮٮم           | كُرُوا إِذْ كُنْتُم        |                      |
| ڡلٮلا ڡكٮر كم         | ڡلٮلا ڡكٮركم           | قَلِيلا فَكَثَّرَكُمْ        |                      |
| و ا ٮطر وا كٮڡ        | واٮطروا كٮڡ            | وَانْظُرُوا كَيْفَ         |                      |
| كا ں عڡٮه ا لمڡسد     | كاں عاڡٮه المڡسد       | كَانَ عَاقِبَةُ الْمُفْسِدِ    |                      |
| ٮں /87/ و ا ں كا ں طا | ٮں /87/ واں كاں طا     | ين٨٧ وَإِنْ كَانَ طَا     |                      |
| ٮڡه مٮكم ا مٮو ا      | ٮڡه مٮكم امٮوا         | ئِفَةٌ مِنْكُمْ آمَنُوا      |                      |
| ٮالد ى ا ر سلٮ        | ٮالدى ارسلٮ            | بِالَّذِي أُرْسِلْتُ         |                      |
| ٮه و طا ٮڡه لم ٮو     | ٮه وطاٮڡه لم ٮو        | بِهِ وَطَائِفَةٌ لَمْ يُؤْ     |                      |
| مٮو ا ڡا صٮر و ا      | مٮوا ڡاصٮروا           | مِنُوا فَاصْبِرُوا        |                      |
| حٮى ٮحكم ا لل‍ه ٮٮٮٮا   | حٮى ٮحكم الل‍ه ٮٮٮٮا     | حَتَّى يَحْكُمَ اللَّهُ بَيْنَنَا |                      |